# Річард Е. Нісбетт
Річард Юджин Нісбетт (нар. 1 червня 1941 р.) — американський соціальний психолог і письменник. Він є заслуженим професором соціальної психології імені Теодора М. Ньюкомба та співдиректором програми «Культура та пізнання» в Мічиганському університеті в Енн-Арбор. Наукові інтереси Нісбетта зосереджені на соціальному пізнанні, культурі, соціальному класі та старінні. Він отримав ступінь доктора філософії в Колумбійському університеті, де його науковим керівником був Стенлі Шахтер, серед інших студентів якого на той час були Лі Росс та Джудіт Родін .

## Дослідження
Можливо, його найвпливовішою публікацією є «Розповідаючи більше, ніж ми можемо знати: вербальні звіти про ментальні процеси» (спільно з Т. Д. Вілсоном, 1977, Psychological Review, 84, 231–259), одна з найчастіше цитованих опублікованих статей з психології, з понад 13 000 цитатами. Ця стаття була першим вичерпним, емпірично обґрунтованим аргументом про те, що різноманітні психічні процеси, відповідальні за уподобання, вибір та емоції, недоступні для свідомості. Нісбетт і Вілсон стверджували, що інтроспективні звіти можуть дати лише звіт про те, «що люди думають про те, як вони думають», але не «як вони насправді думають». Деякі когнітивні психологи заперечили це твердження, а Ерікссон та Саймон (1980) запропонували альтернативну точку зору. 
У своїй книзі «Географія мислення: як азіати і західні люди мислять по-різному... і чому» (Free Press; 2003) стверджує, що «людське пізнання не скрізь однакове», що азіати і західні люди «протягом тисячоліть зберігали дуже різні системи мислення» і що ці відмінності можна виміряти науковими методами. У книзі Нісбетта «Інтелект і як його здобути: чому школи і культури мають значення» (2009) стверджується, що екологічні фактори мають більший вплив на інтелект, ніж генетичні. Книга отримала широке схвальне висвітлення в пресі та від деяких колег-академіків; наприклад, психолог з Пенсільванського університету Деніел Ошерсон написав, що книга є «надзвичайно важливим аналізом визначальних факторів IQ». З іншого боку, більш критичні рецензенти, такі як Джеймс Дж. Лі з Гарварду, стверджували, що книга не врахувала найсильніші докази генетичних факторів у відмінностях інтелекту окремих осіб та груп.
Разом з Едвардом Е. Джонсом він назвав «упередження актор-спостерігач» — явище, при якому люди, які діють, і люди, які спостерігають, використовують різні пояснення того, чому відбувається та чи інша поведінка. Це важливе поняття в теорії атрибуції, яке стосується тенденції пояснювати власну поведінку ситуативними факторами, а поведінку інших людей — їхнім характером. Джонс і Нісбет пояснювали це тим, що наша увага зосереджена на ситуації, коли ми є акторами, але на людині, коли ми є спостерігачами, хоча існують й інші пояснення упередженості актора-спостерігача

## У поп-культурі
В інтерв'ю газеті «Нью-Йорк Таймс» канадський журналіст Малкольм Гладуелл сказав: «Найвпливовішим мислителем у моєму житті був психолог Річард Нісбетт. Він, по суті, дав мені моє бачення світу». 

## Твори
- Nisbett, R. and T. Wilson (1977). "Telling more than we can know: Verbal reports on mental processes." Psychological Review 84(3): 231–259.
- Ross, L and Nisbett, R.E. The Person and the Situation. McGraw Hill, 1991. Reissued with new foreword by Malcolm Gladwell and afterword by the authors, 2011
- Culture of Honor: The Psychology of Violence in the South (Westview Press, 1996)
- The Geography of Thought (Free Press, 2003) ISBN 978-0743216463
- Intelligence and How to Get It: Why Schools and Cultures Count (Norton, 2009)
- Mindware: Tools for Smart Thinking (FSG, 2015)

## Нагороди
- Donald T. Campbell Award for Distinguished Research in Social Psychology, awarded by the Society for Personality and Social Psychology, 1982.
- Award for Distinguished Scientific Contributions to Psychology, American Psychological Association, 1991.
- Fellow, American Academy of Arts and Sciences, 1992.
- Distinguished Senior Scientist Award, Society for Experimental Social Psychology, 1995
- Wei Lun Visiting professor of psychology, Chinese University of Hong Kong, 1995.
- William James Fellow Award for Distinguished Scientific Achievements, American Psychological Society, 1996.
- Elected to the National Academy of Sciences, 2002
- Oswald-Külpe-Award of the University of Würzburg, Germany, 2007

## Зовнішні посилання
- Nisbett's homepage at the University of Michigan
- Nisbett's faculty profile (archived)
- The Edge Annual Question — 2006
- Richard E. Nisbett publications indexed by Google Scholar
- Biography in Contemporary Authors (2009)